# Прітхів'япіда
Прітхів'япіда (*гінді पृथिव्यपीड, д/н — 772) — самраат Кашмірської держави в 768—772 роках.

## Життєпис
Походив з династії Каркота. Син самраата Ваджрадітьї і Манджаріки. Усі відомості про нього містяться в «Раджатарангіні» Кальхани, згідно якої був негідним володарем. Припускають, що така характеристика надана через обмеження впливу брагманів і підтримку буддизму.
Панував 4 роки. Повалений зведеним братом Санграмапідою I.